# 蘭頓岬
69°13′S 69°20′E / 69.217°S 69.333°E
蘭頓岬是南極洲的岬角，位於毛德皇后地，處於阿梅里冰架以西，距離福雷岬9公里，澳大利亞探險隊在1956年首次踏足該岬角，現時由南極條約體系管理。